# Pteris daguensis
Pteris daguensis là một loài thực vật có mạch trong họ Pteridaceae. Loài này được (Hieron.) Lellinger miêu tả khoa học đầu tiên năm 1977.